# 반디도스 모터사이클 클럽
반디도스 모터사이클 클럽은 국제 범죄자 연합체이다. 1966년 Texas에서 Don Chambers가 창단하였다. "부모가 만나지 말라고 했던 바로 그 사람"이 표어이다. 약 22개국의 2,400 여명의 인원으로 구성되어 있다. 공식적으로는 자신을 무법 오토바이 동호회로 공표하고 있지만, 캐나다에서는 무법 오토바이 폭력배라고 지칭한다.

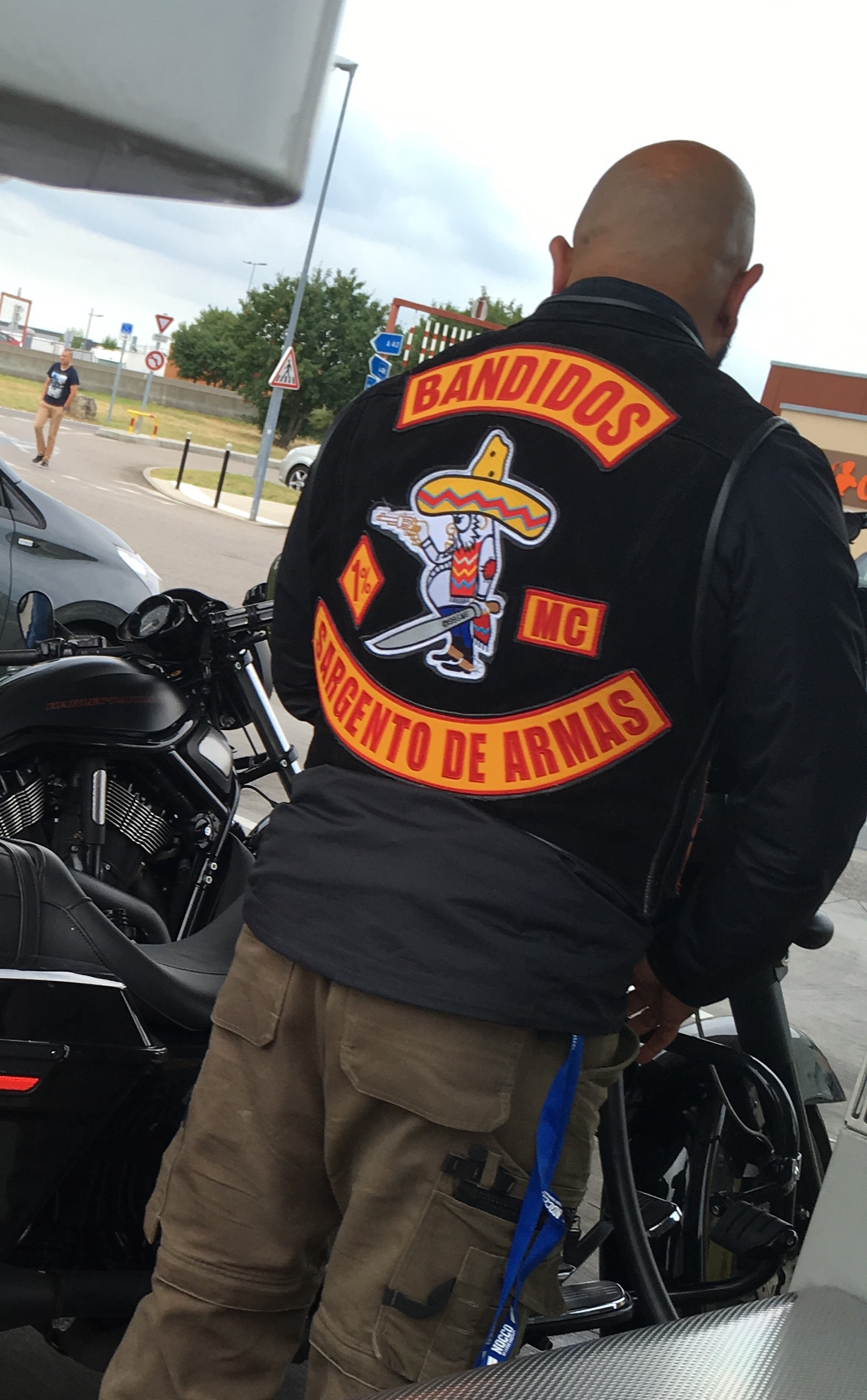
Danish Bandidos